# 2020年アメリカ空軍E-11A墜落事故
2020年アメリカ空軍E-11A墜落事故は、2020年1月27日にアフガニスタンで発生した航空事故である。カンダハール国際空港を離陸した第430遠征電子戦飛行隊の保有するノースロップ・グラマン E-11Aが飛行中に両エンジンの推力を失い、アフガニスタン東部のデヤク地区に墜落した。事故により乗員2人全員が死亡した。

## 飛行の詳細

### 事故機
事故機のノースロップ・グラマン E-11A（11-9358）は2009年に初飛行を行っていた。この機体はBACN（戦域通信中継機）として第430遠征電子戦飛行隊に所属していた。また、E-11Aはアメリカ空軍に事故機を含めて4機のみが在籍していた。

### 乗員
機長は46歳の男性で、階級は中佐だった。KC-10、RQ-4、MC-12、T-1、E-11での飛行資格があり、E-11ではインストラクターも務めていた。総飛行時間は4,736時間で、E-11では1,053時間の飛行経験があり、インストラクターとしては504時間の経験があった。
副操縦士は30歳の男性で、階級は大尉だった。T-6、B-1、E-11での飛行資格があり、T-6のインストラクターでもあった。総飛行時間は1,343時間で、E-11では27時間の飛行経験があった。

## 事故の経緯
このフライトの目的はアフガニスタンの治安部隊の訓練を援助するFREEDOM’S SENTINEL作戦を支援することだった。加えて、副操縦士の任務資格訓練も目的とされていた。
AFT11時05分、E-11はカンダハール国際空港を離陸した。12時50分、パイロットは42,000フィート (13,000 m)から43,000フィート (13,000 m)への上昇を要求し、管制官はこれを許可した。機長は自動操縦で上昇を開始し、E-11は300フィート (91 m)ほど高度を上げた。12時50分52秒、左エンジンのファンブレードが脱落し、エンジンが大きく損傷したため、自動的に左エンジンがシャットダウンされた。また、この時点でコックピットボイスレコーダー（CVR）の記録が停止した。オートスロットルは解除されたが自動操縦は作動したままで、機体は42,300フィート (12,900 m)から41,000フィート (12,000 m)まで旋回しながら降下した。異常発生から10秒後、パイロットは両エンジンのスロットルを半分以下まで引き戻し、右エンジンをアイドル状態にした後に、左エンジンのスロットルを上げた。最終的にパイロットは右エンジンを手動でシャットダウンした。12時51分23秒、パイロットは左エンジンのスロットルを最大位置まで上げ、その後アイドル位置まで引き下げた後、両エンジンのスロットルを最大位置まで上げた。6秒後、両エンジンがシャットダウンされたため、デジタルフライトデータレコーダー（DFDR）の記録が停止した。
パイロットはカーブル管制に両エンジンを喪失したと連絡し、滑空可能な距離の範囲外に位置するカンダハールへ向かうと告げた。パイロットはエンジン再始動のチェックリストに従って30,000フィート (9,100 m)で待機した。ウィンドミルか補助動力装置を用いれば右エンジンは再始動可能だったが、一方で左エンジンは損傷のため再始動不能だった。
13時03分30秒、パイロットはシャラナ前線基地へ向かうと管制官に伝えた。エンジン出力が無い状態で機体は滑空を続け、シャラナから39km地点に位置するガズニーのデヤク地区に墜落した。墜落時、フラップとスラットは展開された状態で、パイロットが不時着を試みていたとみられる。現場はほぼ平坦な地形だったが、小さな犬走りや溝がいくつかあり、不時着した直後にこれらに接触したため機体が分解した。また、事故現場付近の雲低は1,000フィート (300 m)ほどと報告されており、パイロットが雲を抜けてから不時着を行うまでに1分も無かったと推測されている。
ボイス・オブ・アメリカは、搭乗していた5人全員が死亡したと報道した。一方で、アメリカ国防総省は2人の遺体のみを回収したと述べた。

## 事故調査
アメリカ軍当局が事故調査を行った。調査から、左エンジンのファンブレードが飛行中に脱落したことが判明した。これによって左エンジンが大きく損傷し、自動的にシャットダウンされた。その後、パイロット達は右エンジンが故障したと誤って判断し、右エンジンをシャットダウンした。異常発生から右エンジンのシャットダウンまでにかかった時間は僅か24秒だった。このことから当局はパイロットが驚愕反応や切迫感によって誤った判断を下してしまったと推測した。
両エンジンを喪失した後、パイロットが滑空可能な距離の範囲外に位置するカンダハールへ向かうという決断をしたことから、2人がエンジンの再始動を出来るという自信を持っていた可能性が示唆された。事故機の飛行記録によれば、異常発生から3-5分以内の時点ではカーブル国際空港とバグラム空軍基地に、8分以内の時点ではシャンク前線基地に着陸可能であった。また、緊急事態を宣言した12時54分55秒の時点で事故機はカーブルまで2分、シャンクまで5分の位置を飛行していた。
両エンジン喪失時のチェックリストでは、両方のエンジンの再始動を行うよう記載されていた。しかし、右エンジンが故障したと思い込んだパイロットは左エンジンのみの再始動を試みた可能性があった。故障したエンジンを再始動しないということはエンジン1基で飛行する際のチェックリストの規定であった。両エンジンが停止していたため、CVRとDFDRの記録は途中で終了しており、パイロットがどのようにエンジンの再始動を行ったかは明らかにできなかった。

### 事故原因
2021年1月21日、調査委員会は最終報告書を発行した。報告書では事故原因としてパイロットが故障していないエンジンを誤ってシャットダウンしたことが挙げられた。また、パイロットが正常なエンジンを再起動できなかったことと滑空可能な距離の範囲外にあるカンダハールへ向かうと決断したことが事故に寄与したとされた。

## 事故後
当初、墜落したのは乗客83人ないし110人の搭乗したアリアナ・アフガン航空のボーイング737型機だと報道された。アリアナ・アフガン航空は「全便、通常通り運航を終えている」とFacebook上で述べた。
アメリカ軍は墜落したのは空軍機であると確認した。ターリバーンは自身の保有する戦闘機がアメリカ空軍機を撃墜し、搭乗者全員が死亡したと主張した。しかし、アメリカ空軍は撃墜について否定した。
1月29日、国防総省は死亡した2人の乗員の身元を特定した。
2023年2月に新型のE-11A1機が追加で納入された。